# Andreas Gryphius
Andreas Gryphius (Glogau, 2. listopada 1616. – Glogau, 16. srpnja 1664.), njemački književnik
Pravo ime - Andreas Greif.
Studirao je u Leidenu, bio profesor u Amsterdamu, te putovao po Italiji i Francuskoj. Uz Grimmelshausena, najpoznatiji je njemački književnik 17. stoljeća. Krhko zdravlje, nedaće i užasi Tridesetogodišnjeg rata dovode ga do izrazito pesimističkog nazora na svijet, koji izbija iz njegove lirike i drame (pod utjecajem Seneke i Shakesperea). Pisao je i na latinskom jeziku. Šibao je mane svojih suvremenika i sanjao o vječnom miru u duhu duboke religioznosti. Najznačajniji je kao autor drama.
Djela:
- "Nedjeljni i blagdanski soneti",
- "Epigrami",
- "Leo Armenius",
- "Catharina von Georgien",
- "Carolus Stuardus",
- "Absurda comica",
- "Zaljubljen duh",
- "Ljubljena Trnoružica".